# Saiphos equalis
Saiphos equalis is een hagedis uit de familie skinken (Scincidae).

## Naam en indeling
De soort werd voor het eerst wetenschappelijk beschreven door John Edward Gray in 1825. Oorspronkelijk werd de naam Seps equalis gebruikt. Ook het geslacht Saiphos werd voor het eerst door Gray voorgesteld.
De skink werd eerder tot de geslachten Anguis en Lygosoma gerekend, maar dit wordt beschouwd als verouderd.

## Uiterlijke kenmerken
Saiphos equalis bereikt een maximale lichaamslengte tot 18 centimeter inclusief de staart. Zonder staart is de kopromplengte ongeveer 7,5 centimeter. De skink heeft een bruine rug en een oranje buik, op de rug zijn enkele donkere strepen of vlekkenrijen aanwezig. De flanken zijn zeer donker van kleur en steken sterk af. De onderzijde van de staartpunt is zwart van kleur.
De oogleden zijn beweeglijk en hebben geen doorzichtig venster in het midden. De gehooropeningen zijn onopvallend. De ledematen zijn klein, de poten staan zeer ver uit elkaar en dragen drie tenen en vingers.

## Levenswijze
De hagedis leeft vooral 's nachts en jaagt op insecten. Opmerkelijk aan deze soort is dat ze eierleggend is in warme streken, terwijl ze eierlevendbarend is in de koelere bergen.

## Verspreiding en habitat

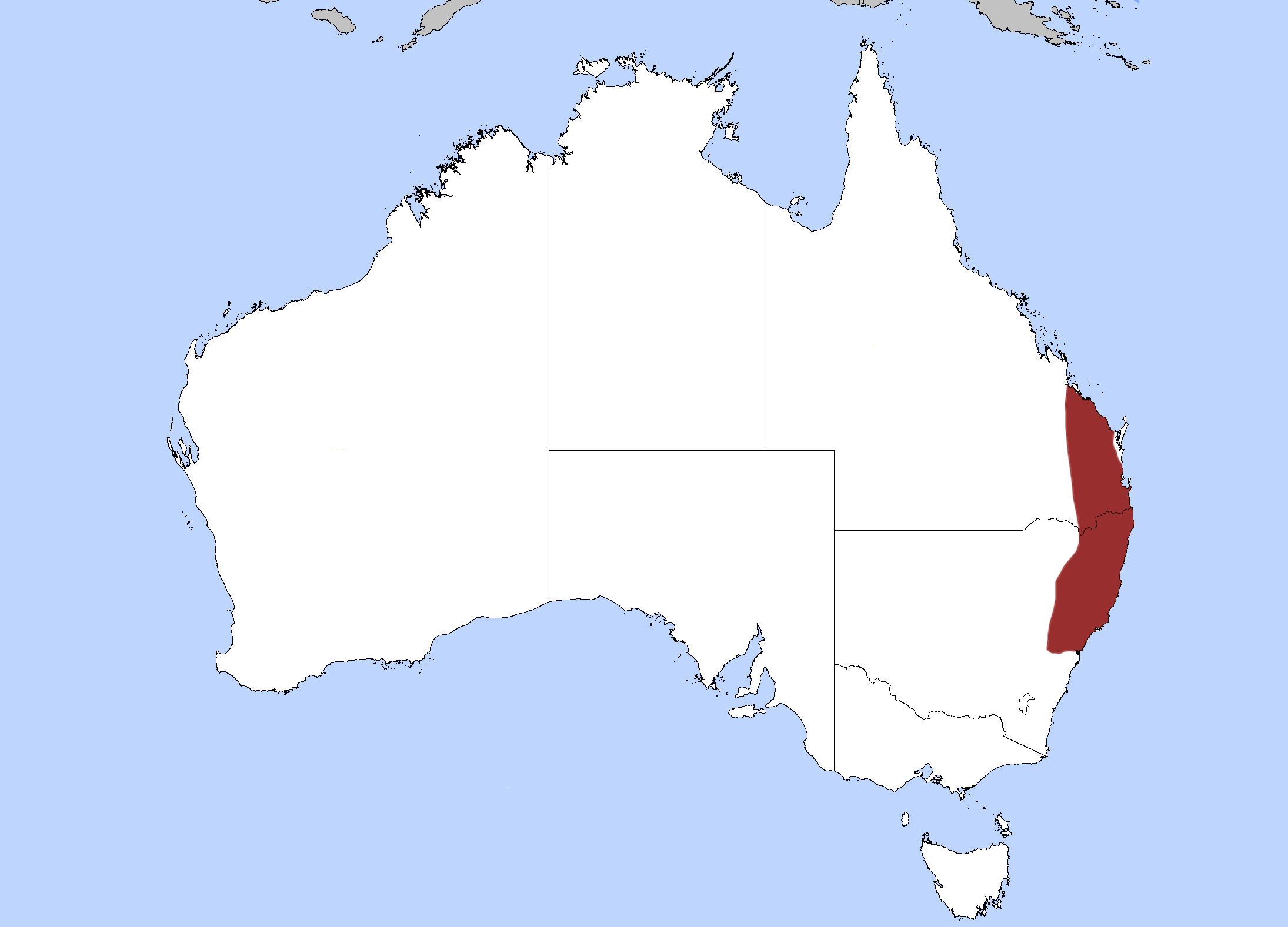
Verspreidingsgebied in het rood.

De soort komt endemisch voor in het oosten van Australië, en alleen in het oosten van het land in de staten Queensland en New South Wales.
De habitat bestaat uit vochtige omgevingen in een losse bodem of in de strooisellaag. Het is een gravende soort die zich vaak ophoudt onder stenen of houtblokken. Ook in door de mens aangepaste omgevingen komt de hagedis voor, zoals in tuinen.
Door de internationale natuurbeschermingsorganisatie IUCN is de beschermingsstatus 'veilig' toegewezen (Least Concern of LC).